# 贮贝器
贮贝器，滇国特有青铜器，是滇国贵族用来贮存海贝货币的容器，类似于后世的 “存钱罐”。贮贝器多出土于大型墓葬中，是滇国王侯贵族的专用品，象征着财富、地位、权利。贮贝器出现于战国末期，到西汉中期达到鼎盛，消亡于东汉初期。
1950年代中期，在中国云南省滇池区域发现了大量滇文化墓葬群。
由于滇国没有系统、成熟的文字来记录历史，贮贝器的立体雕塑群像再现了滇国社会历史的场景。

## 图例

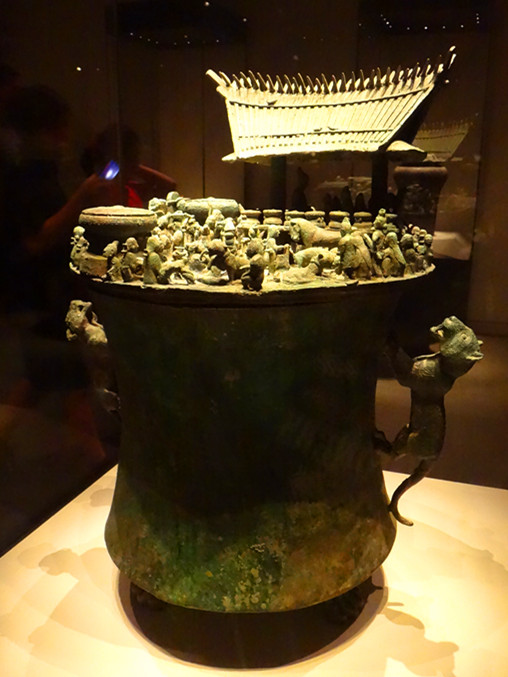
西汉诅盟场面贮贝器，1955年至1960年间云南晋宁石寨山出土，现藏于中国国家博物馆
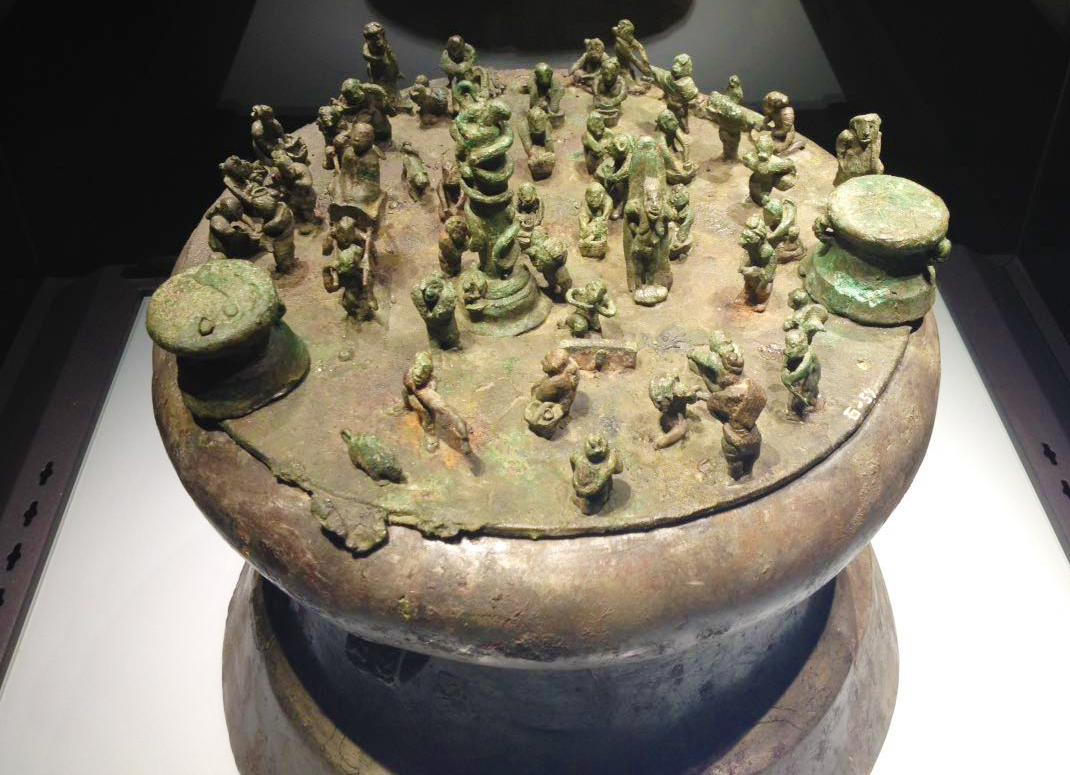
杀人祭柱场面贮贝器，现藏于云南省博物馆
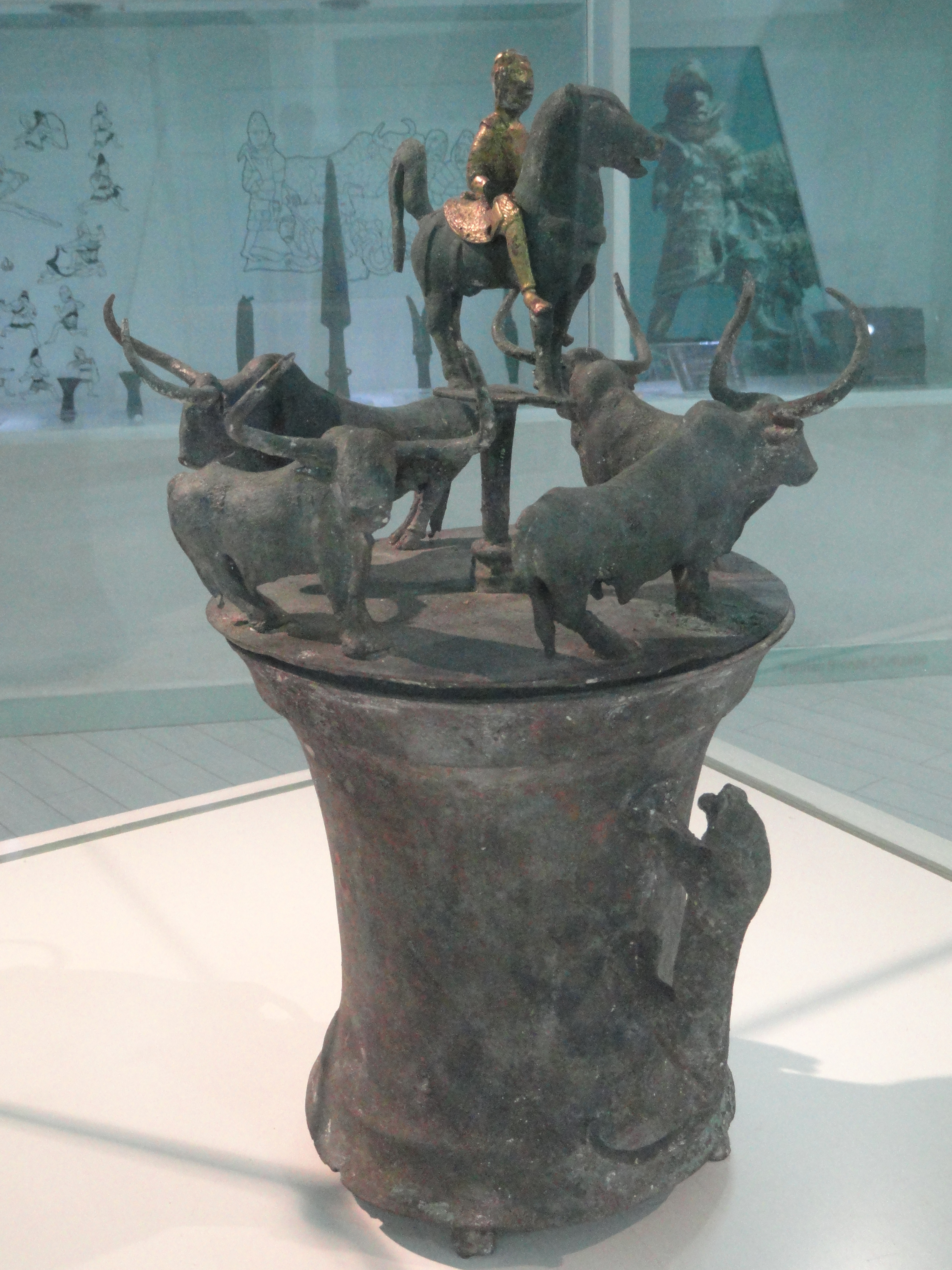
西汉四牛鎏金骑士贮贝器，1956年云南晋宁石寨山出土，现藏于云南省博物馆